# Чахкієв Рахім Русланович
Рахім Русланович Чахкієв  (рос. Рахим Русланович Чахкиев, 11 січня 1983) — російський боксер, олімпійський чемпіон, призер чемпіонату світу серед аматорів.

## Аматорська кар'єра

### Чемпіонат світу 2007
- 1/16 фіналу. Переміг Евана Редда (Аруба) — RSCH
- 1/8 фіналу. Переміг Джона Свіней (Ірландія) — 28-5
- 1/4 фіналу. Переміг Елхіна Алізаде (Азербайджан) — 17-6
- 1/2 фіналу:Переміг Джона М'Бумбу (Франція) — 21-9
- Фінал. Програв Клементе Руссо (Італія) — 6-7

### Олімпійські ігри 2008
- 1/8 фіналу:Переміг Алі Мазахері (Бразилія) — 7-3
- 1/4 фіналу:Переміг Джона М'Бумбу (Франція) — 18-9
- 1/2 фіналу:Переміг Осмая Акосту (Куба) — 10-5
- Фінал:Переміг Клементе Руссо (Італія) — 4-2